# Odontosida magnificum
Odontosida magnificum är en fjärilsart som beskrevs av Rothschild 1894. Odontosida magnificum ingår i släktet Odontosida och familjen svärmare. Inga underarter finns listade i Catalogue of Life.